# Marian Anderson
Marian Anderson (27 tháng 2 năm 1897 - 8 tháng 4 năm 1993) là một ca sĩ giọng contralto người Mỹ và là một trong những ca sĩ nổi tiếng nhất của thế kỷ 20. Nhà phê bình âm nhạc Alan Blyth nói: "Giọng của bà là một giọng khỏe, trầm rực rỡ của vẻ đẹp nội tại." Hầu hết sự nghiệp ca hát của bà gồm các buổi biểu diễn hòa nhạc và độc tấu ở những địa điểm âm nhạc lớn và với các dàn nhạc nổi tiếng trên khắp nước Mỹ và châu Âu từ năm 1925 đến năm 1965. Mặc dù được nhiều công ty opera quan trọng của châu Âu mời đóng các vai sân khấu, Anderson đã từ chối vì bà không được đào tạo diễn xuất. Bà ưa thích biểu diễn trong các buổi hòa nhạc và hát độc tấu. Tuy nhiên, bà đã thực hiện các vở aria opera trong các buổi trình diễn nói trên. Bà đã thực hiện nhiều bản thu âm, thể hiện khả năng trình diễn bao quát của mình về tất cả mọi thứ từ văn học hòa nhạc đến lieder, opera, dân ca Mỹ và nhạc tâm linh. Từ năm 1940 đến năm 1965, nghệ sĩ dương cầm người Mỹ gốc Đức Franz Rupp là bạn diễn thường trực của bà.
Anderson đã trở thành một nhân vật quan trọng trong cuộc đấu tranh cho các nghệ sĩ da đen vượt qua thành kiến chủng tộc tại Hoa Kỳ trong giữa thế kỷ 20. Năm 1939, tổ chức Những người con gái của cuộc Cách mạng Mỹ (DAR) từ chối không cho phép cho Anderson hát cho khán giả có nhiều màu da trong DAR Constitution Hall. Sự việc này đã khiến Anderson thành tâm điểm chú ý của cộng đồng quốc tế đến mức độ bất thường đối với một ca sĩ hát nhạc cổ điển. Với sự trợ giúp của đệ nhất phu nhân Eleanor Roosevelt và Tổng thống Franklin D. Roosevelt, Anderson thực hiện một buổi hòa nhạc ngoài trời được khen ngợi vào ngày Phục Sinh, ngày 9 tháng 4 năm 1939, trên những bậc thềm của Đài tưởng niệm Lincoln ở Washington, D.C. Bà đã hát trước một đám đông hơn 75.000 người và hàng triệu khán giả nghe qua đài phát thanh. Anderson tiếp tục phá vỡ các rào cản cho các nghệ sĩ da đen tại Hoa Kỳ, trở thành người da đen đầu tiên biểu diễn tại Nhà hát Opera Metropolitan ở thành phố New York vào ngày 7 tháng 1 năm 1955. Diễn xuất của bà với vai Ulrica trong vở Un ballo in maschera của Giuseppe Verdi tại nhà hát trên là lần duy nhất bà hát như một vai diễn trên sân khấu opera.
Anderson đã làm việc trong nhiều năm như một đại biểu của Ủy ban Nhân quyền Liên Hợp Quốc và như là một "đại sứ thiện chí" cho Bộ Ngoại giao Hoa Kỳ, trình diễn hòa nhạc trên khắp thế giới. Bà từng tham gia phong trào dân quyền trong những năm 1960, hát ở Buổi tuần hành tại Washington cho công việc và tự do vào năm 1963. Bà đã nhận được nhiều giải thưởng và danh hiệu: Huân chương Tự do Tổng thống vào năm 1963, vinh danh Kennedy Center Honors vào năm 1978, Huân chương Nghệ thuật Quốc gia vào năm 1986, và giải Grammy Thành tựu trọn đời vào năm 1991.
Bà qua đời ngày 8 tháng 4 năm 1993 ở tuổi 96 vì chứng suy tim sung huyết. Bà được chôn cất tại Nghĩa trang Eden tại Collingdale, Pennsylvania